# 不動産関連の業界団体の一覧
日本の不動産関連の業界団体の一覧（ふどうさんかんれんのぎょうかいだんたいのいちらん）を示す。
不動産業者の親睦などを目的とする団体、技術向上などを行う団体など、多岐にわたる。

## 業界団体一覧
- 一般社団法人不動産協会
- 公益社団法人全日本不動産協会
- 全国不動産政治連盟
- 公益社団法人不動産保証協会
- 公益社団法人東京共同住宅協会
- 日本高層住宅協会
- 一般社団法人不動産証券化協会
- 一般社団法人マンション管理業協会
- 公益社団法人日本測量協会
- 一般社団法人地図協会
- 日本地図調製業協会
- 宅地建物取引業協会
- 公益財団法人日本賃貸住宅管理協会
- 公益社団法人全国宅地建物取引業協会連合会
- 一般社団法人不動産流通経営協会
- 一般社団法人日本住宅産業協会
- 一般社団法人日本不動産経営協会
- 特定非営利活動法人日本不動産カウンセラー協会
- 特定非営利活動法人日本地主家主協会
- 一般社団法人日本住宅協会
- 境界鑑定研究会
- 日本マンション学会
- アジア不動産学会
- 日本土地環境学会
- 東京ビルヂング協会連合会
- 日本勤労者住宅協会
- 全国展示場連絡協議会
- 一般社団法人移住・住みかえ支援機構
- 全国住宅宅地政治連盟
- 日本競売協会
- 一般社団法人指定管理者協会
- 全国宅地建物取引ツイッタラー協会（全宅ツイ）

## かつて存在した業界団体
- 一般財団法人雇用振興協会